# Mesadenella peruviana
Mesadenella peruviana är en orkidéart som beskrevs av Leslie Andrew Garay. Mesadenella peruviana ingår i släktet Mesadenella och familjen orkidéer. Inga underarter finns listade i Catalogue of Life.